# 다니에우 다우싱
다니에우 다우싱(포르투갈어: Daniel Dalcin, 1985년 9월 7일 ~ )은 브라질의 배우이자 모델이다.